# Cafè Marcilla
Marcilla és una marca de cafè fundada per Julià Marcilla i comercialitzada a partir del 1981 per l'empresa Douwe Egberts dels Països Baixos.

## Història
Cap al 1907, Julià Marcilla i Ferri (†1969) va començar torrant cafè al carrer de Llagostera, 4 del barri d'Camp de l'Arpa de Barcelona, aprofitant que el seu pare era carboner. El 1920 va muntar un magatzem al carrer del Vallès, 53 del barri de Sant Andreu de Palomar, i al cap de cinc anys hi va establir tota la fàbrica, que tenia la seu al carrer del Llenguadoc, 122 (actual 66). El 1929, Cafès a la crema, J. Marcilla era la primera marca de cafè a l'Estat espanyol.
El 1936, l'empresa va ser intervinguda per la Generalitat republicana, que va nomenar Domènec Sala i Madí com a delegat. Un cop acabada la Guerra Civil, els seus fills Enric i Fèlix Marcilla i Pagès van impulsar el negoci i van obrir un altre torrador al núm. 41-43 del mateix carrer. A la postguerra, el cafè estava racionat i es venia mitjançant cupons, fet que en limitava les vendes.
En acabar la dictadura franquista, van establir la fàbrica a Mollet del Vallès, dotada de maquinària moderna, que els permetia produir 325.000 quilos de cafè a l'any. En aquella època, la companyia holandesa Douwe Egberts va entrar-hi com a sòcia, però finalment, l'acabà adquirint totalment el 1981. La família, però, va conservar la propietat de la fàbrica de Mollet, que llogaren a la multinacional per a la producció del cafè.
L'any 1991, Fèlix Marcilla i el seu fill Julià van decidir reprendre el negoci tradicional de la família obrint una botiga de venda de cafè al barri de Sant Andreu de Palomar, amb el nom comercial Tostaderos Bon Mercat. Posteriorment, van obrir una botiga a prop de la Plaça de Sant Jaume i una altra a la zona alta de Barcelona. El 1996, van fundar Dibarcafé, empresa especialitzada en la venda de cafè al sector de l'hostaleria. L'any 2003, la fàbrica es va traslladar a Montmeló, i actualment, s'ha internacionalitzat i ha diversificat les marques de cafè que comercialitza.